# چشم‌غلتان
چشم‌غلتان (نام علمی: Ommastrephinae) نام یک زیرخانواده از خانواده سرپاور پرنده است.